# Miroslav Drljača Rus
Miroslav Rus je jedan od najuspješnijih hrvatskih i regionalnih skladatelja i tekstopisaca. Surađivao je s najvećim imenima regionalne glazbene scene kao što su Toše Proeski, Tony Cetinski, Zdravko Čolić, Željko Bebek, Crvena jabuka, Kaliopi, Neda Ukraden, Mišo Kovač, Novi fosili, Nina Badrić, Massimo Savić, Baruni, Gazde i drugi.

## Životopis
Glazbom se počinje baviti osamdesetih godina, sa svojim ITD Bandom, do početka devedesetih snimio je četiri albuma "Dvadeseti vijek", "Plavi vojnik", "Skidam te pogledom" i "S ove strane ljubavi". Na albumima je niz hitova, među kojima su "Lagano umirem u tvome sjećanju", "Gradske cure", "Sonja", "Rođen u Zagrebu" i "Elena". Od 2006. godine ITD band objavljuje nekoliko singlova "Ja sam slab na tebe", "Kao ja", "Plesač na žici", "Proljeće", "Zagreb", a 2020. završavaju snimanje petog albuma.
U velikoj pauzi između četvrtog i petog albuma, posvećuje se autorskom radu s izvođačima iz cijele regije. Surađivao je na albumima Toše Proeskog ('Igra bez granica', 'Još i danas zamiriši trešnja', 'Još uvijek sanjam da smo zajedno', 'Znam te ja', 'Kasno je za sve'), Tonyja Cetinskog ('Ja ne znam nikog boljeg od tebe', 'Ovo je istina', 'Sjećanje'), Željka Bebeka ('Šta je meni ovo trebalo', 'Tijana', 'Da Bog da te voda odnijela', 'Oprosti mi što te volim', 'Sve me noćas podsjeća na tebe'), Crvene jabuke ('Stižu me sjećanja', 'Neka gore svjetovi', 'Moje pjesme stih'), Zdravka Čolića ('Tebe čuvam za kraj'), Nede Ukraden ('Otkad s tobom ne spavam', 'Što mogu još učiniti za tebe', 'Samo da te ne sretnem'), Kaliopi ('Ako još ikad padne snijeg'), Jure Brkljače ('Ne postojim kad nisi tu', 'Lipa', Hajde nazovi me', 'Ovo je istina'), Baruna ('Kada Sava krene prema Brodu', 'Neka pati koga smeta', 'Ljubav nosi tvoje ime' pobjednička pjesma HRF-a), Gazda ('Ja pijem da zaboravim', 'Još i danas zamiriši trešnja'), Miše Kovača ('Neka te čuvaju anđeli'), Massima ('Samo jedan dan'), Tajči ('Dvije zvjezdice', 'Kraj je baby'), Novih fosila ('Samo navika', 'Teške riječi', 'Marina, ne daj se'), Đurđice Barlović ('Božićna večer'), Mirabele Dauer ('Nu Ma-Ntreaba Inima' - na rumunjskom) i drugih.
Uz svoj autorski rad, poznat je kao radijski urednik i voditelj na radio postajama: Radio 101, Radio Velika Gorica i Narodni radio.
Danas uređuje i vodi diskografsku kuću Hit Records iz Zagreba.

## Vanjske poveznice
- Hrvatsko društvo skladatelja